# Пеликанообразные
Пеликанообра́зные, или веслоно́гие (лат. Pelecaniformes) — отряд новонёбных птиц. Как правило, они живут вблизи водоёмов и питаются рыбой.

## Описание
Почти все виды этого отряда ловят добычу, состоящую в основном из рыбы, под водой. У змеешейковых и баклановых оперение лишь частично водонепроницаемое, а все остальные семейства обладают этой чертой полностью. Все они имеют маленькие или закрытые ноздри, обеспечивающие защиту органов дыхания от воды при нырянии. Баклановые и олушевые дышат исключительно через клюв, так как их ноздри закрыты. Все четыре пальца соединены единой плавательной перепонкой.
Обладают широкими крыльями. Относящиеся к пеликанообразным фрегаты и фаэтоны проводят много времени в полёте. Представители других семейств пеликанообразных тоже регулярно вылетают в открытое море.
Для пеликанообразных типично образование больших колоний, находящихся как правило на скалистых берегах малообитаемых островов. Большинство видов строят компактные гнёзда, в постройке участвуют оба пола. Потомство при вылуплении весьма беспомощно и выкармливается обоими родителями.

## Систематика

### Традиционная классификация
- Семейство Змеешейковые (Anhingidae)
- Семейство Фрегатовые (Fregatidae)
- Семейство Пеликановые (Pelecanidae)
- Семейство Фаэтоновые (Phaethontidae)
- Семейство Баклановые (Phalacrocoracidae)
- Семейство Олушевые (Sulidae)

### Современная классификация
По данным Международного союза орнитологов, в отряд включают следующие семейства:
- Семейство Ибисовые (Threskiornithidae)
- Семейство Цаплевые (Ardeidae)
- Семейство Молотоглавые (Scopidae)
- Семейство Китоглавые (Balaenicipitidae)
- Семейство Пеликановые (Pelecanidae)

Семейства баклановых, змеешейковых, олушевых и фрегатовых выделены в отряд олушеобразных (Suliformes), семейство фаэтоновых выделено в самостоятельный отряд.